# Gustavo Adrian Zito
Gustavo Adrian Zito (Rosario, 17 ottobre 1971) è un giocatore di biliardo italiano, di origine argentina.
Comincia a giocare alla tenera età di 5 anni, seguito e incoraggiato dal padre Francesco.
Cittadino italiano dal 1989, gioca per l'Italia dallo stesso anno.
Tra i titoli più importanti vinti sino a oggi spiccano i 2 Campionati mondiali di "5 birilli".
Dal 1995 è Membro Onorario dello Star Team for the Children di Monaco. Dal 2010 al 2013 si è dedicato completamente al poker sportivo, nel circuito European Poker Tour e nel circuito WSOP.

## Palmarès
I principali risultati:
- 1992 Gran premio Saint Vincent di Goriziana
- 1993 Vice-campione del mondo a Cannes
- 1994 Campionato del mondo (World Cup Pro 5 birilli a Saint Vincent con nazionalità italiana)
- 1995 Campionato del mondo (a Fiuggi con nazionalità italiana)
- 1997 Campionato del mondo (World Cup Pro 5 birilli a Montecarlo con nazionalità italiana)
- 1999 Gran premio Saint Vincent di Goriziana
- 1999 Campionato del mondo (a Necochea, Argentina con nazionalità italiana) [3]
- 2000 Campionato italiano professionisti "5 birilli"
- 2002 Campionato italiano professionisti "5 birilli"
- 2003 Campionato italiano professionisti "5 birilli"
- 2004 Gran premio Saint Vincent di Goriziana
- 2005 Campione italiano a squadre di serie A (Holiday di Potenza)
- 2007 Campionato europeo per nazioni a Squadre (Italiana)

## BTP
Vittorie complessive nel circuito 
- Stagione 2002/2003 (Caltagirone)
- Stagione 2003/2004 (Lecce)
- Stagione 2004/2005 (Siena)
- Stagione 2005/2006 (Napoli)
- Stagione 2005/2006 (Roma)
- Stagione 2006/2007
- Stagione 2007/2008

(Frosinone)